# Кіта-Хіросіма (Хіросіма)

34°40′28″ пн. ш. 132°32′18″ сх. д. / 34.67444° пн. ш. 132.53833° сх. д.
Кіта́-Хіросі́ма (яп. 北広島町, きたひろしまちょう, МФА: [kʲi̥ta çiɾoɕima t͡ɕoː]) — містечко в Японії, в повіті Ямаґата префектури Хіросіма. Засноване 1 лютого 2005 року.　Станом на 1 жовтня 2007 площа містечка становила 646,24 км². Станом на 1 червня 2011 населення містечка становило 19 810 осіб.